# Вусачик-диноптера
Вуса́чик-дино́птера червоноспи́нковий (Dinoptera Mulsant, 1863) — рід жуків з родини Вусачів.

## Види
- Вусачик-диноптера червоноспинковий (Dinoptera collaris Linnaeus, 1758)